# Nimiq
Os satélites Nimiq são uma frota de satélites de telecomunicações geoestacionários de propriedade da Telesat Canada e utilizados por provedores de televisão por satélite, incluindo a Bell TV e a EchoStar (Dish Network). 'Nimiq' é uma palavra Inuit usado para um objeto ou uma força que une coisas juntos. Foi realizado um concurso em 1998 para escolher o nome desses satélites. O concurso atraiu mais de 36 mil participantes.

## Satélites
| Nome     | Fabricante          | Data de lançamento     | Estado  | Veículo de lançamento |
| -------- | ------------------- | ---------------------- | ------- | --------------------- |
| Nimiq 1  | Lockheed Martin     | 21 de maio de 1999     | Inativo | Proton-K/Bloc DM 3    |
| Nimiq 2  | Lockheed Martin     | 29 de dezembro de 2002 | Ativo   | Proton-K/Briz-M       |
| Nimiq 3  | Boeing (Hughes)     | 10 de julho de 1995    | Inativo | Ariane 42P            |
| Nimiq 4  | Astrium             | 19 de setembro de 2008 | Ativo   | Proton-M/Briz-M       |
| Nimiq 4i | Boeing (Hughes)     | 03 de agosto de 1994   | Inativo | Atlas IIA             |
| Nimiq 5  | Space Systems/Loral | 17 de setembro de 2009 | Ativo   | Proton-M/Briz-M       |
| Nimiq 6  | Space Systems/Loral | 17 de maio de 2012     | Ativo   | Proton-M/Briz-M       |